# Dżazirat Szajba
Dżazirat Szajba – miejscowość w Egipcie, w muhafazie Al-Minja, w dystrykcie Abu Kurkas. W 2006 roku liczyła 11 198 mieszkańców.